# Apple A11 Bionic
A11 Bionic — процесор фірми Apple Inc., презентований 12 вересня 2017 року в Каліфорнії в Steve Jobs Theatre. Новий процесор функціонує в телефонах iPhone 8. Мікропроцесор розроблений компанією Apple та виготовлений на виробничих потужностях тайванського виробника мікропроцесорів і напівпровідників TSMC.
Мікропроцесор має два високопродуктивних ядра, які на 25% швидші за Apple A10 і чотири високоефективні ядра, які на 70% швидші за енергоефективні ядра у Apple A10.

## Опис

### Neural Engine
Чип A11 Bionic став першим, у якому з'явився нейронний процесор Neural Engine

## Продукти, які використовують процесор Apple A11 Bionic
- iPhone 8
- iPhone 8 Plus
- iPhone X